# Palmas Katedral
Katedralen Santa Maria i Palma, mere almindeligt omtalt som La Seu (et kaldenavn der også bruges om mange andre kirker), er en gotisk romersk-katolsk katedral beliggende i Palma, Mallorca, Spanien.

## Beskrivelse
Katedralen blev bygget af Aragoniens krone, samme sted som en moske fra mauer-tiden. Katedralen er 121 meter lang, 40 meter bred og dets skib er 44 meter højt. Til sammenligning når højden på det centrale kirkeskib i Notre Dame de Paris 33 meter, i Notre Dame de Reims 38 meter, Notre-Dame d'Amiens 42 meter og i Saint-Pierre de Beauvais 48 meter (den højeste af alle gotiske katedraler).
Opførelsen blev påbegyndt af kong Jakob 1. af Aragonien i 1229 og udført i en catalansk-gotisk stil men med nordeuropæiske træk. Katedralen stod først færdig i år 1601 og er beliggende i Palmas gamle bydel, oven på det tidligere citadel i den romerske by, mellem det royale palads La Almudaina og biskoppens residens. Den vender også ud mod Parc de la Mar og Middelhavet.
I 1901, halvtreds år efter, at en restaurering af katedralen var startet, blev Antoni Gaudí opfordret til at overtage projektet. Mens nogle af hans ideer blev vedtaget - at flytte korbåsene fra midten af skibet for at komme tættere på alteret samt en stor baldakin - opgav Gaudí sit arbejde i 1914 efter en diskussion med entreprenøren. De planlagte ændringer var hovedsageligt kosmetiske snarere end strukturelle, og projektet blev annulleret kort efter.

## Eksterne links
- "Cathedral of Palma: La Seu", Video på engelsk, 3:33 min., Mallorca TV Teleweb +
- Virtuel 3D-tur inde i en Palma-katedral Arkiveret 30. marts 2016 hos  Wayback Machine

39°34′03″N 2°38′53″Ø / 39.5675°N 2.6481°Ø